# Greg Stokes
Gregory Lewis "Greg" Stokes (New Haven, Connecticut, 5 d'agost de 1963), és un exjugador de bàsquet nord-americà que va jugar 2 temporades a l'NBA. Amb 2.08 metres d'estatura, ho feia en la posició d'aler pivot.

## Carrera esportiva
Va jugar durant quatre temporades amb els Hawkeyes de la Universitat d'Iowa, en les quals va fer una mitjana de 14,7 punts i 6,7 rebots per partit. Va ser convocat per la selecció dels Estats Units per disputar els Jocs Panamericans de 1983 a Caracas, on es va aconseguir la medalla d'or.
Va ser triat en la 33a posició del Draft de l'NBA de 1985 pels Philadelphia 76ers, on va comptar molt poc per al seu entrenador Matt Guokas. Va continuar la seva carrera a Europa, fitxant pel Dietor Bolonya de la lliga italiana, on jugaria dues temporades. La temporada 1988-89 fitxa pel Ram Joventut de la liga ACB, amb el qual només va arribar a disputar 9 partits de lliga, amb una mitjana de 17,8 punts i 6,7 rebots. També va guanyar la Copa Príncep d'Astúries. Va tornar a Itàlia aquesta mateixa temporada per fitxar pel Vismara Cantú.
En 1989 fitxa com a agent lliure pels Sacramento Kings de l'NBA, però seria tallat després de disputar 11 partits. Llavors torna a Itàlia per fitxar pel Glaxo Verona de la Serie A2, on juga una temporada. El 1991 fitxa pels Southern Melbourne Saints de la lliga australiana, per finalitzar la seva carrera en els Skyfork de la CBA de Sioux Falls.